# 甘熙故居
甘熙故居，俗称甘家大院，位于中国江苏省南京市秦淮区中山南路旁的南捕厅。始建于清朝嘉庆年间，最初的主人是甘熙之父甘福，旧名“友恭堂”，现为南京市民俗博物馆。
相传中国最大的帝王宫殿紫禁城有九千九百九十九间半，最大的官僚府第是曲阜孔府，有九百九十九间半；作为平民住宅，甘家大院号称为“九十九间半”，实际有房间162间。
目前甘家大院作为南京市民俗博物馆，陈列有多种工艺展览，包括紫砂壶、剪纸、微雕、京剧脸谱、绒花、抖翁、泥塑老式钟表等，以及南京特色小吃。甘家大院的部分建筑仍然被一些私人、公司占据。
甘家大院一带，东至中山南路，西至绒庄街、大板巷、北至平章巷，已被划定为江苏省历史文化街区南捕厅历史文化街区。

## 图片

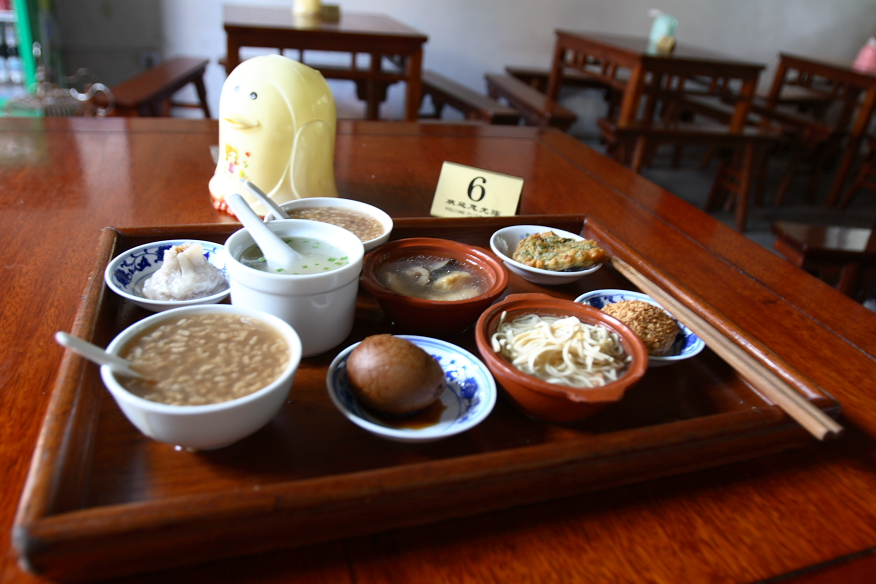
甘家大院提供的南京特色小吃
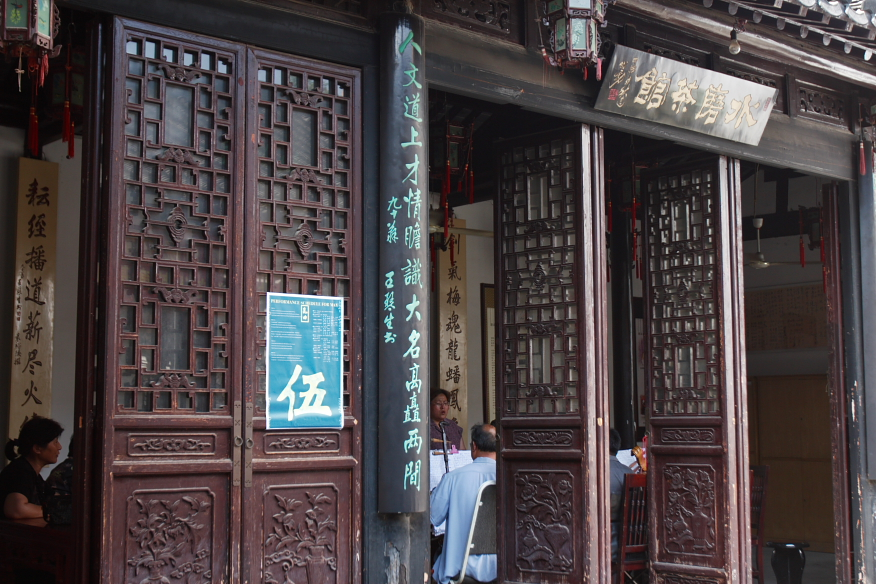
茶馆内的艺人正在表演
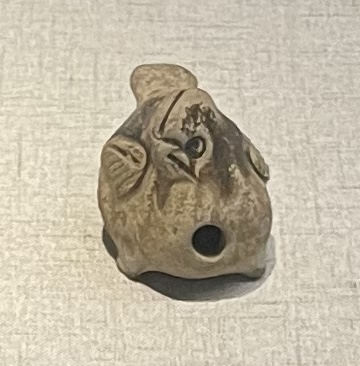
展厅内展示的唐代的鸟形瓷乐器